# Scott Fankhouser
Scott Fankhouser (né le 1er juillet 1975 à Bismarck, dans l'État du Dakota du Nord aux États-Unis) est un joueur professionnel retraité de hockey sur glace ayant évolué à la position de gardien de but.

## Carrière
Réclamé au onzième tour du repêchage de 1994 de la Ligue nationale de hockey par les Blues de Saint-Louis alors qu'il évolue au niveau secondaire pour le Loomis Chaffee School au Connecticut. Il dispute une saison avec les Mustangs de Melfort de la Ligue de hockey junior de la Saskatchewan avant de rejoindre les River Hawks de l'UMass-Lowell, club représentant l'université du Massachusetts à Lowell s'alignant dans l'association Hockey East de la NCAA. Il reste avec ces derniers durant trois saisons.
Fankhouser devient joueur professionnel lors de la saison 1999-2000 après avoir signé un contrat à titre d'agent libre avec les Thrashers d'Atlanta, il s'aligne lors de cette première saison avec le Grrrowl de Greenville de l'ECHL, puis progresse avec les Solar Bears d'Orlando de la Ligue internationale de hockey avant d'effectué, lors de cette même saison, sa première apparition en LNH. Il dispute 16 rencontres avec la nouvelle franchise, y récoltant deux de ces quatre victoires en carrière.
Le gardien joue les deux saisons suivantes majoritairement dans les ligues mineurs, puis, laissé sans contrat par les Thrashers à l'été 2003, il rejoint la formation du SC Bietigheim-Bissingen de la Bundesliga en Allemagne avec qui il reste une saison. 
Au cours des trois saisons suivantes, il évolue respectivement en Amérique du Nord avec les Wolves de Chicago de la LAH et le Storm de Toledo de l'ECHL, en Autriche avec les Graz 99ers et les Capitals de Vienne de la ÖEL, puis les Manchester Phoenix de la EIHL au Royaume-Uni. Il revient par la suite en Amérique pour disputer une dernière saison, cette fois avec le Prairie Thunder de Bloomington de la nouvelle LIH avant de se retirer de la compétition à l'été 2009.
Après sa carrière, il rejoint l'organisation des Cyclones de Cincinnati de l'ECHL où il tient le poste d'adjoint de l'entraîneur Jarrod Skalde lors de la saison 2010-2011.

## Statistiques
| Saison     | Équipe                         | Ligue      |    | Saison régulière | Saison régulière | Saison régulière | Saison régulière | Saison régulière | Saison régulière | Saison régulière | Saison régulière | Saison régulière | Saison régulière |   | Séries éliminatoires | Séries éliminatoires | Séries éliminatoires | Séries éliminatoires | Séries éliminatoires | Séries éliminatoires | Séries éliminatoires | Séries éliminatoires | Séries éliminatoires |
| Saison     | Équipe                         | Ligue      | PJ | V                | D                | Pr/N             | Min              | BC               | Moy              | % Arr            | Bl               | Pun              | PJ               | V | D                    | Min                  | BC                   | Moy                  | % Arr                | Bl                   | Pun                  |                      |                      |
| 1994-1995  | River Hawks de l'UMass-Lowell  | HE         | 11 | 4                | 4                | 1                | 499              | 37               | 4,44             |                  | 0                | 0                |                  |   |                      |                      |                      |                      |                      |                      |                      |                      |                      |
| 1995-1996  | Mustangs de Melfort            | LHJS       | 45 | 31               | 9                | 4                | 2 544            | 109              | 2,57             |                  | 3                |                  |                  |   |                      |                      |                      |                      |                      |                      |                      |                      |                      |
| 1996-1997  | River Hawks d'UMass-Lowell     | HE         | 11 | 2                | 4                | 1                | 517              | 38               | 4,41             |                  | 0                | 0                |                  |   |                      |                      |                      |                      |                      |                      |                      |                      |                      |
| 1997-1998  | River Hawks d'UMass-Lowell     | HE         | 16 | 4                | 7                | 2                | 798              | 48               | 3,61             |                  | 0                | 0                |                  |   |                      |                      |                      |                      |                      |                      |                      |                      |                      |
| 1998-1999  | River Hawks d'UMass-Lowell     | HE         | 32 | 16               | 14               | 0                | 1 729            | 80               | 2,78             |                  | 1                | 0                |                  |   |                      |                      |                      |                      |                      |                      |                      |                      |                      |
| 1999-2000  | Thrashers d'Atlanta            | LNH        | 16 | 2                | 11               | 2                | 920              | 49               | 3,2              | 89,1             | 0                | 4                |                  |   |                      |                      |                      |                      |                      |                      |                      |                      |                      |
| 1999-2000  | Panthers de Louisville         | LAH        | 1  | 0                | 1                | 0                | 59               | 3                | 3,05             | 87,5             | 0                | 0                |                  |   |                      |                      |                      |                      |                      |                      |                      |                      |                      |
| 1999-2000  | Solar Bears d'Orlando          | LIH        | 6  | 2                | 2                | 1                | 320              | 14               | 2,63             | 89               | 0                | 0                |                  |   |                      |                      |                      |                      |                      |                      |                      |                      |                      |
| 1999-2000  | Grrrowl de Greenville          | ECHL       | 7  | 6                | 1                | 0                | 419              | 18               | 2,58             | 90,6             | 0                | 2                |                  |   |                      |                      |                      |                      |                      |                      |                      |                      |                      |
| 2000-2001  | Thrashers d'Atlanta            | LNH        | 7  | 2                | 1                | 0                | 260              | 16               | 3,7              | 90               | 0                | 2                |                  |   |                      |                      |                      |                      |                      |                      |                      |                      |                      |
| 2000-2001  | Solar Bears d'Orlando          | LIH        | 28 | 13               | 12               | 3                | 1 603            | 69               | 2,58             | 89,8             | 1                | 10               | 1                | 0 | 0                    | 37                   | 3                    | 4,83                 | 76,9                 | 0                    | 0                    |                      |                      |
| 2001-2002  | Wolves de Chicago              | LAH        | 2  | 1                | 0                | 1                | 125              | 4                | 1,92             | 94,4             | 0                | 2                |                  |   |                      |                      |                      |                      |                      |                      |                      |                      |                      |
| 2001-2002  | Bears de Hershey               | LAH        | 8  | 5                | 2                | 1                | 487              | 19               | 2,34             | 91,9             | 1                | 2                | 3                | 0 | 0                    | 41                   | 3                    | 4,44                 | 82,4                 | 0                    | 4                    |                      |                      |
| 2001-2002  | Grrrowl de Greenville          | ECHL       | 3  | 1                | 2                | 0                | 180              | 11               | 3,67             | 91,9             | 0                | 2                |                  |   |                      |                      |                      |                      |                      |                      |                      |                      |                      |
| 2002-2003  | Royals de Reading              | ECHL       | 26 | 11               | 12               | 1                | 1 463            | 94               | 3,86             | 88,8             | 0                | 10               |                  |   |                      |                      |                      |                      |                      |                      |                      |                      |                      |
| 2002-2003  | RiverBlades de l'Arkansas      | ECHL       | 19 | 11               | 5                | 2                | 1 110            | 49               | 2,65             | 91,7             | 1                | 0                | 3                | 0 | 3                    | 177                  | 7                    | 2,38                 | 93,6                 | 0                    | 2                    |                      |                      |
| 2003-2004  | SC Bietigheim-Bissingen        | Bundesliga | 34 |                  |                  |                  |                  |                  |                  |                  |                  | 36               | 8                |   |                      |                      |                      |                      |                      |                      | 4                    |                      |                      |
| 2004-2005  | Wolves de Chicago              | LAH        | 2  | 0                | 2                | 0                | 72               | 9                | 7,46             | 78               | 0                | 0                |                  |   |                      |                      |                      |                      |                      |                      |                      |                      |                      |
| 2004-2005  | Storm de Toledo                | ECHL       | 51 | 29               | 15               | 4                | 2 969            | 116              | 2,34             | 91,8             | 4                | 57               | 4                | 1 | 3                    | 234                  | 7                    | 1,79                 | 94,4                 | 1                    | 2                    |                      |                      |
| 2005-2006  | Graz 99ers                     | ÖEL        | 47 |                  |                  |                  | 2 810            | 159              | 3,4              | 89,7             | 0                | 42               |                  |   |                      |                      |                      |                      |                      |                      |                      |                      |                      |
| 2006-2007  | Capitals de Vienne             | ÖEL        | 55 |                  |                  |                  |                  |                  |                  |                  |                  | 78               |                  |   |                      |                      |                      |                      |                      |                      |                      |                      |                      |
| 2007-2008  | Manchester Phoenix             | EIHL       | 50 |                  |                  |                  |                  |                  | 3                |                  |                  | 36               | 2                |   |                      |                      |                      |                      |                      |                      | 0                    |                      |                      |
| 2008-2009  | Prairie Thunder de Bloomington | LIH        | 24 | 8                | 15               | 0                | 1 392            | 94               | 4,05             | 87               | 1                | 20               |                  |   |                      |                      |                      |                      |                      |                      |                      |                      |                      |
| Totaux LNH | Totaux LNH                     | Totaux LNH | 23 | 4                | 12               | 2                | 1 179            | 65               | 3,31             | 89,4             | 0                |                  |                  |   |                      |                      |                      |                      |                      |                      |                      |                      |                      |

## Honneurs et trophées
- Ligue de hockey junior de la Saskatchewan
  - Nommé dans la première équipe d'étoiles en 1996.
  - Nommé le joueur par excellence des séries éliminatoires en 1996.
- Ligue internationale de hockey
  - Vainqueur du trophée James-Norris remis au gardien de but ayant accordé le moins de buts en saison régulière (ex-æquo avec Norm Maracle) en 2001.

## Transactions en carrière
- Repêchage 1994 : réclamé par les Blues de Saint-Louis (11e choix de l'équipe, 276e au total).
- 24 août 1999 : signe à titre d'agent libre avec les Thrashers d'Atlanta.
- 24 janvier 2002 : prêté par les Thrashers aux Bears de Hershey de la Ligue américaine de hockey pour le reste de la saison 2001-2002.
- 21 juin 2002 : signe à titre d'agent libre avec le SC Bietigheim-Bissingen de la Bundesliga.
- 10 juillet 2007 : signe à titre d'agent libre avec le Manchester Phoenix de la EIHL.